# Mycodrosophila koreana
Mycodrosophila koreana är en tvåvingeart som beskrevs av Lee och Hajimu Takada 1959. Mycodrosophila koreana ingår i släktet Mycodrosophila och familjen daggflugor. Inga underarter finns listade i Catalogue of Life.